# Центарой (Ножай-Юртовский район)
Центаро́й (Верхний Центарой) (чечен. Цӏоьнтара) — село в Ножай-Юртовском районе Чеченской Республики. Административный центр Центаройского сельского поселения.

## География
Село расположено в юго-западной части Ножай-Юртовского района, в 30 км к юго-западу от районного центра — Ножай-Юрт и в 88 км к юго-востоку от города Грозный.
Ближайшие населённые пункты: на севере — сёла Бас-Гордали и Гордали, на северо-востоке село Энгеной, на востоке — село Корен-Беной, на юге — село Белгатой, на юго-западе — хутор Барзе и на западе — село Верхние Курчали.

## История

### Средневековье
В 1966 году архелогом Умаровым С. Ц. были найдены средневековый могильник и поселение на окраине селения Центарой, в районе местности Юрташ-ти. Кроме того, здесь было выявлено позднесредневековое поселение в местности Юрт-дук, расположенной на восточной окраине Центароя. В 1967 году в Юрт-Дук Умаров обнаружил средневековый могильник.

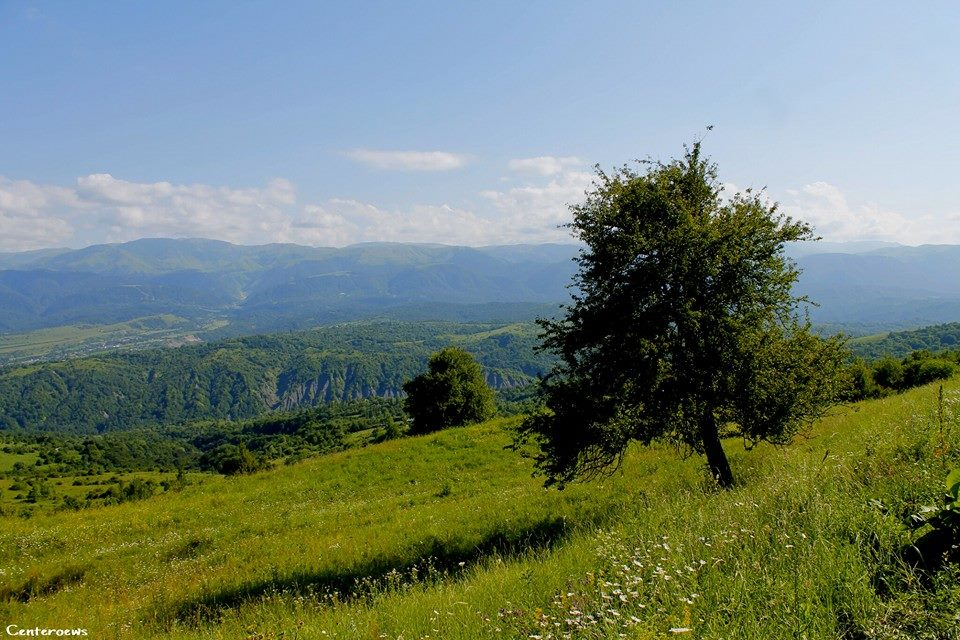
Окрестности Центороя

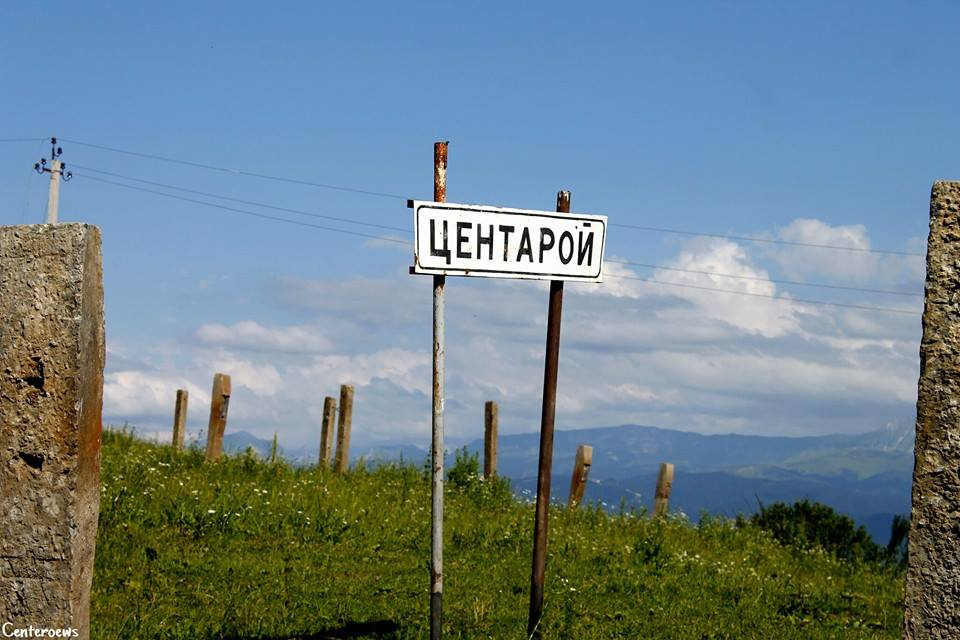
Въезд в Центорой

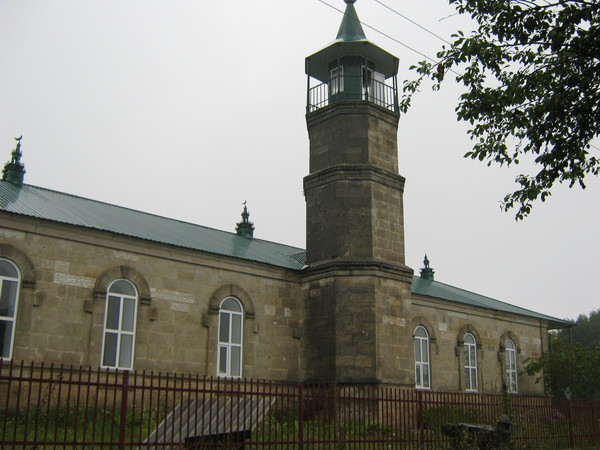
Мечеть, расположенная в селении Центарой

Селение является родовым селом тайпа Центорой, и часто называют «Верхним Центароем» (чечен. Лекха Цӏоьнтара).
По местным преданиям, село «Цӏоьнтара» было основано, Сунтаром (варианты произношения: Синтар, Соьнтар — чеченское название слова «деревцо»), выходцем из Нашха современного Галанчожского района Чечни.
Село несколько раз меняло своё местоположение. Сначала оно располагалось в южной части центороевских владений, ближе к селу Белгатой. Однако, из-за эпидемии чумы (чечен. ун), оставшиеся в живых жители переселились в юго-восточную часть, ближе к реке Аксай (чечен. Яьсса) и селу Беной.
Затем сильные оползни в выбранном месте вынудили жителей искать новое место для поселения. Его они нашли в верхней части нынешнего Центороя. При выборе нового места исходили из того, насколько оно удобно для устройства колодца. Вырытый в то время в верхней части нынешнего села колодец сохранился до настоящего времени.
С ростом населения жители села сначала заселили нижнюю часть села, покрытую густым лесом, а затем начали вновь заселять места прежних поселений. Память сохранила эти перемещения цонтароевцев в топонимических названия села: «юьрташт1е» — место первоначального нахождения села и «юрт» — местонахождения второго села. В 1989 году село вновь поразили оползни, и значительная часть жителей села переселилась на равнину и недалеко от города Грозный, основали новое село — Центора-Юрт.
Центароевцы в XVII веке начали расселяться на чеченскую равнину, Притеречье и Аух, где они основывали новые селения и тайповые кварталы.

### XIX век
Цонтароевцы принимали активное участие в освободительных войнах своего народа, в ходе которых российские войска много раз разрушали и сжигали село Центорой:
- в 1832 году — во время прохождения русских войск под командованием генерала барона Розена против дагестанского села Гимры, где заняли оборону мюриды во главе с имамом Гази — Магомедом;
- в 1845 году — во время отступления разгромленных вблизи села Дарго (столицы Имамата) русских войск под командованием графа Воронцова;
- в 1877 году — в ходе подавления антиколониального восстания под руководством имама Алибек-Хаджи;
- в 1921 году — в ходе войны против установления Советской власти в Чечне;
- в 1996 и 2001 годах — в ходе двух последних войн. В ходе последней войны Центорой был полностью уничтожен.

6 мая 1920 года на исторической вершине Кхеташон-Корта, в последний раз состоялось заседание избранных от всех округов Чечни делегатов (Мехк-Кхел), которое подтвердило курс на создание независимого чеченского государства. Возглавить Сопротивление было предложено внуку имама Шамиля — Саид-Бею. В ответ на это Советская власть начала военные действия против Чечни, которые продолжались до весны 1921 года, когда был заключен мир на условиях полной независимости чеченского народа в своих внутренних делах и амнистии всем участникам Сопротивления.

### Позднее время
В 1944 году после выселения чеченцев и упразднения Чечено-Ингушской АССР, селение Центарой было переименовано в Цатаних и заселено выходцами из села Цатаних соседнего Дагестана.
После восстановления Чечено-Ингушской АССР, в 1958 году населённому пункту было возвращено его прежнее название — Центарой, а выходцев из Дагестана переселили обратно.

## Население
| 2002 | 2010 | 2012 | 2013 | 2014 | 2015 | 2016 |
| ---- | ---- | ---- | ---- | ---- | ---- | ---- |
| 106  | ↗317 | ↗320 | ↗321 | ↗322 | ↘320 | ↘317 |
| 2017 | 2018 | 2019 | 2020 | 2021 | 2023 | 2024 |
| ↗369 | ↘368 | ↗369 | ↘366 | ↘92  | ↗113 | ↗149 |

## Образование
- Центаройская муниципальная средняя общеобразовательная школа[25].